# Lijst van voetbalinterlands Canada - Cuba (vrouwen)
Deze lijst van voetbalinterlands is een overzicht van alle officiële voetbalinterlands tussen de nationale vrouwenteams van Canada en Cuba. De landen hebben tot nu toe twee keer tegen elkaar gespeeld.

## Wedstrijden
| № | Plaats    | Datum           | Competitie                          | Wedstrijd     | Uitslag |
| - | --------- | --------------- | ----------------------------------- | ------------- | ------- |
| 1 | Vancouver | 21 januari 2012 | Olympische Spelen 2012 kwalificatie | Canada − Cuba | 2 − 0   |
| 2 | Edinburg  | 8 oktober 2018  | Noord-Amerikaans kampioenschap 2018 | Cuba − Canada | 0 − 12  |

## Samenvatting
| Competitie                     | Totaal gespeeld | Winst Canada | Gelijk | Winst Cuba | Doelsaldo Canada – Cuba |
| ------------------------------ | --------------- | ------------ | ------ | ---------- | ----------------------- |
| Olympische Spelen kwalificatie | 1               | 1            | 0      | 0          | 2 − 0                   |
| Noord-Amerikaans kampioenschap | 1               | 1            | 0      | 0          | 12 − 0                  |
| Totaal                         | 2               | 2            | 0      | 0          | 14 − 0                  |